# Iniciativa de cereales del Mar Negro

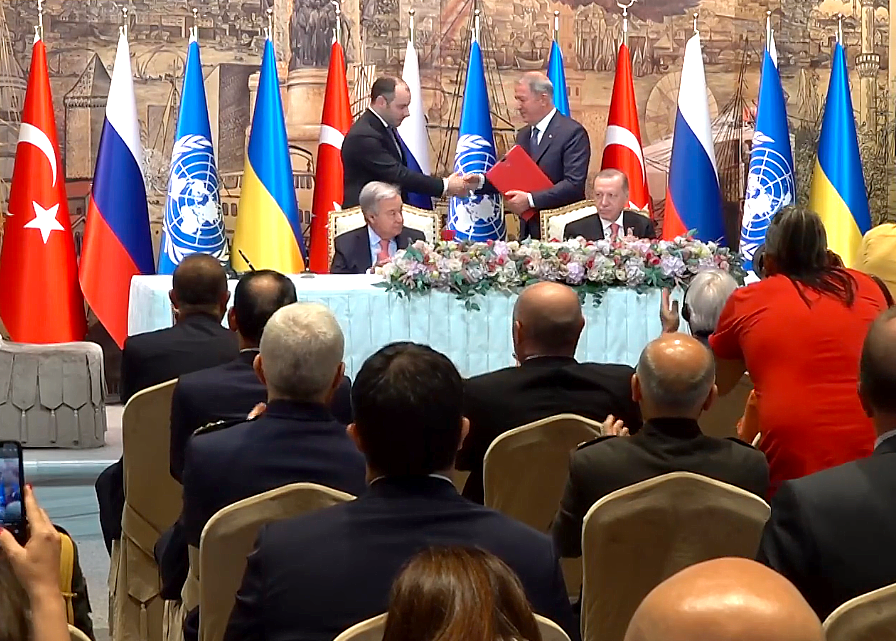
La firma del acuerdo, en presencia del presidente turco Erdogan, el secretario general de la ONU Guterres, el ministro de infraestructuras ucraniano Kubrakov y el ministro de defensa ruso Serguéi Shoigú.

La Iniciativa de cereales del Mar Negro (llamada oficialmente Iniciativa sobre el transporte seguro de cereales y productos alimenticios desde los puertos ucranianos) fue un acuerdo entre Rusia, Ucrania, Turquía y las Naciones Unidas (ONU) durante la invasión rusa de Ucrania de 2022.

## Contexto y elaboración
La invasión de febrero de 2022 provocó la interrupción total de los envíos marítimos de cereales desde Ucrania, que anteriormente era un importante exportador a través del Mar Negro. Además, Rusia suspendió temporalmente sus exportaciones de cereales, lo que exacerbó aún más la situación. Esto resultó en un aumento de los precios mundiales de los alimentos y la amenaza de hambruna en los países de bajos ingresos, y en la acusación de que Rusia estaba utilizando el suministro de alimentos como arma. Para abordar la cuestión, en abril comenzaron las discusiones, organizadas por Turquía (que controla las rutas marítimas desde el Mar Negro) y apoyadas por la ONU. El acuerdo resultante se firmó en Estambul el 22 de julio y tuvo una validez inicial de 120 días. El acuerdo de julio creó procedimientos para exportar cereales de manera segura desde ciertos puertos para intentar abordar una crisis alimentaria mundial. En Turquía se creó un centro conjunto de coordinación e inspección, con la ONU sirviendo como secretariado.
El acuerdo original expiraba el 19 de noviembre de 2022. Rusia suspendió su participación en el acuerdo durante varios días debido a un ataque con aviones no tripulados a buques de guerra rusos en otras partes del Mar Negro, pero se reincorporó tras una mediación. El 17 de noviembre de 2022, la ONU y Ucrania anunciaron que el acuerdo se había prorrogado por 120 días más. En marzo de 2023, Turquía y la ONU anunciaron que consiguieron una segunda prórroga por al menos otros 60 días. En mayo de 2023, el acuerdo se volvió a prorrogar por 60 días y expiró el 18 de julio.
A mediados de julio de 2023, más de 1.000 viajes habían salido con éxito de puertos ucranianos, transportando casi 33 millones de toneladas de cereales y otros productos alimenticios a 45 países.
En el verano de 2023, Rusia afirmó repetidamente que se retiraría del acuerdo en julio de 2023 a menos que se cumplieran sus demandas. Para el 17 de julio de 2023, no se había llegado a ningún nuevo acuerdo para renovar el acuerdo, lo que provocó que el acuerdo expirara.